# CITEFA AS-25K
El CITEFA AS-25K fue un misil antibuque/antitanque desarrollado por CITEFA, (Instituto de Investigaciones Científicas y Técnicas de las FF. AA.) tiene 2 versiones, aire-mar y aire-superficie. Se impulsa mediante un cohete booster de aceleración y un cohete crucero de propergol sólido que le dan una autonomía de 25 km alcanzando la velocidad de Mach 0,9.

## Características
Su peso no superaba los 240 kg, con una potente cabeza explosiva compuesta por unos 60 kg de hexolita 50.50.
El CITEFA AS-25k con cabeza IR (Pasiva) ya está en su totalidad desarrollado y listo para ponerlo a prueba. Se trabaja sobre un ubicador de objetivos láser y que podría darle a este misil una moderna versión láser. También están comenzando el estudio de una versión TV de última generación.

## Resultados
La detección se realizaba por medio de una cámara de estado sólido CID, siendo el detector una matriz de 512 por 505 píxeles en horizontal y vertical respectivamente. La imagen tomada por la cámara, es tratada en cada cuadro en tiempo real a fin de obtener las coordenadas en <X> y en <Y> del baricentro. La exigencia de velocidad en el tratamiento de la imagen no permite que la solución sea solamente por software. 
Sus mejoras son:
- Mejoramiento de la velocidad y su alcance
- Guía de alcance mejorada
- Sistema "dispara y olvida" (fire and forget)
- Alcance Mejorado